# В честь пропавшего солдата
«В честь пропа́вшего солда́та» (нидерл. Voor een verloren soldaat) — голландский фильм 1992 года по одноимённому автобиографическому роману балетмейстера и хореографа Руди Ван Данцига, посвящённый романтическим отношениям между двенадцатилетним мальчиком и канадским солдатом в последние месяцы нацистской оккупации Нидерландов во время Второй мировой войны.

## Сюжет
Главный герой фильма — подросток по имени Йерун, которого мать отправляет из голодающего Амстердама в сельскую местность. Йерун живёт в семье рыбака и очень скучает по дому, несмотря на обилие пищи.
Всё меняется, когда в деревню прибывают канадские войска. Йерун знакомится с солдатом по имени Уолт, пользуется его вниманием, и, в конце концов, между ними завязывается дружба с намёком на сексуальные отношения. Члены семьи знают о близости парня к Уолту, но в фильме остаётся неясным, знают ли они о сексуальном характере этих отношений.
Некоторое время спустя, солдат пропадает в неизвестном направлении, не попрощавшись с Йеруном. Парень очень подавлен. После войны он возвращается к своей семье в Амстердам. Будучи уже взрослым, Йерун перебирается в Соединённые Штаты.
Фильм заканчивается сценой, где в наши дни Йерун вспоминает эти события и пытается выразить свои чувства через хореографию. Во время репетиций его помощник даёт конверт, в котором лежит увеличенное фото того периода. Йерун узнаёт, что по военному опознавательному знаку теперь он может найти своего потерянного солдата.

## В ролях
| Актёр        | Роль           |
| ------------ | -------------- |
| Маартен Смит | молодой Йерун  |
| Йерун Краббе | взрослый Йерун |
| Эндрю Келли  | Уолт           |